# 화흥초등학교
화흥초등학교는 대한민국 전라남도 완도군에 있는 공립 초등학교이다.

## 학교 연혁
- 일자미상 완도공립보통학교 부설 신성간이학교 설립 인가
- 1934년 5월 22일: 신성간이학교 개교
- 1938년 4월 1일: 완도동공립심상소학교 부설 신성간이학교 개편
- 1941년 4월 1일: 완도동공립국민학교 부설 신성간이학교 개편
- 1942년 4월 1일: 화흥공립국민학교 승격 분리
- 1947년 1월 10일: 화흥국민학교 개편
- 1976년 6월 30일: 상황봉 장학회 조직
- 1981년 3월 5일: 병설유치원 개원
- 1996년 3월 1일: 화흥초등학교 개편
- 1997년 3월 1일: 군지정 표준학교 가꾸기 시범학교 운영
- 1998년 3월 1일: 교육부지정 열린교육 협력학교 운영
- 1999년 3월 1일: 도지정 환경선도활동 시범학교 운영
- 2011년 3월 1일: 전라남도교육청 무지개학교 지정운영
- 2015년 3월 1일: 문화예술꽃진흥원 선정 예술꽃 씨앗학교(6기)
- 2016년 3월 1일: 군지정 교실수업개선 연구학교 지정
- 2018년 3월 1일: 독서토론 선도학교 운영
- 2021년 3월 1일: 2021AI선도학교 지정, 2021독도지킴이학교 운영
- 2022년 3월 1일: 제33대 최경석 교장선생님 부임, 독도지킴이학교 운영, AI선도학교 지정
- 2023년 1월 11일: 제75회 졸업식 4명 졸업(누계: 3,266명)
- 2023년 3월 1일: 2023 AI선도학교 지정
- 2024년 1월 10일: 제76회 졸업식 10명 졸업(누계: 3,279명)

## 참고 자료
- 화흥초등학교 - 한국교육학술정보원 학교알리미